# ارمک (سرده)
ریش بز یا اُرمک، علی جونک سرده‌ای (جنسی) از بوته‌های بازدانه است. این گیاه تنها سرده (جنس) هم در تیره ارمکیان و هم در راستهٔ ارمک‌سانان است.
اُرمکیان (Ephedraceae) تیره‌ای از بازدانگان است که ظاهری جارومانند و برگ‌های تحلیل‌رفته و برچه‌های نیمه‌بسته دارند.
زیستگاه این گیاهان که اقلیم‌های خشک است، فراخنایی بزرگ، بیشتر در نیم‌کرهٔ شمالی زمین از جنوب اروپا، شمال آفریقا، مرکز و جنوب غرب آسیا تا جنوب غربی آمریکای شمالی، و در نیم‌کرهٔ جنوبی، در آمریکای جنوبی، از پاتاگونیا به جنوب را در بر می‌گیرد. «ریش بز» کاربردهای دارویی و درمانی دارد.

ارمک در تاریخ چین ۲۵۰۰ ساله است و در طب سنتی چینی به کار می‌رود. در زبان چینی با 麻黄، «ماهوآنگ»، به معنی «کنف زرد» از آن نام می‌برند.

در زبان پارسی ریش بز یا ارمک، به نام‌های دم روباه، دم گرگ، کلیشه و علی جونی نیز نامیده شده‌است. یکی از گونه‌های آن، Ephedra pachyclada، همان گیاه مخدر معروف هوم است که در اوستا از آن نام برده شده و مورد استفادهٔ موبدان است

## گونه‌ها
این سردهٔ گیاهی، گونه‌های چندی را در بر می‌گیرد از جمله:
- ارمک دوردیفی ‎(Ephedra distachya‎) ‏[۲]
- هوم ‎(Ephedra pachyclada‎) ‏[۲]